# All Souls College

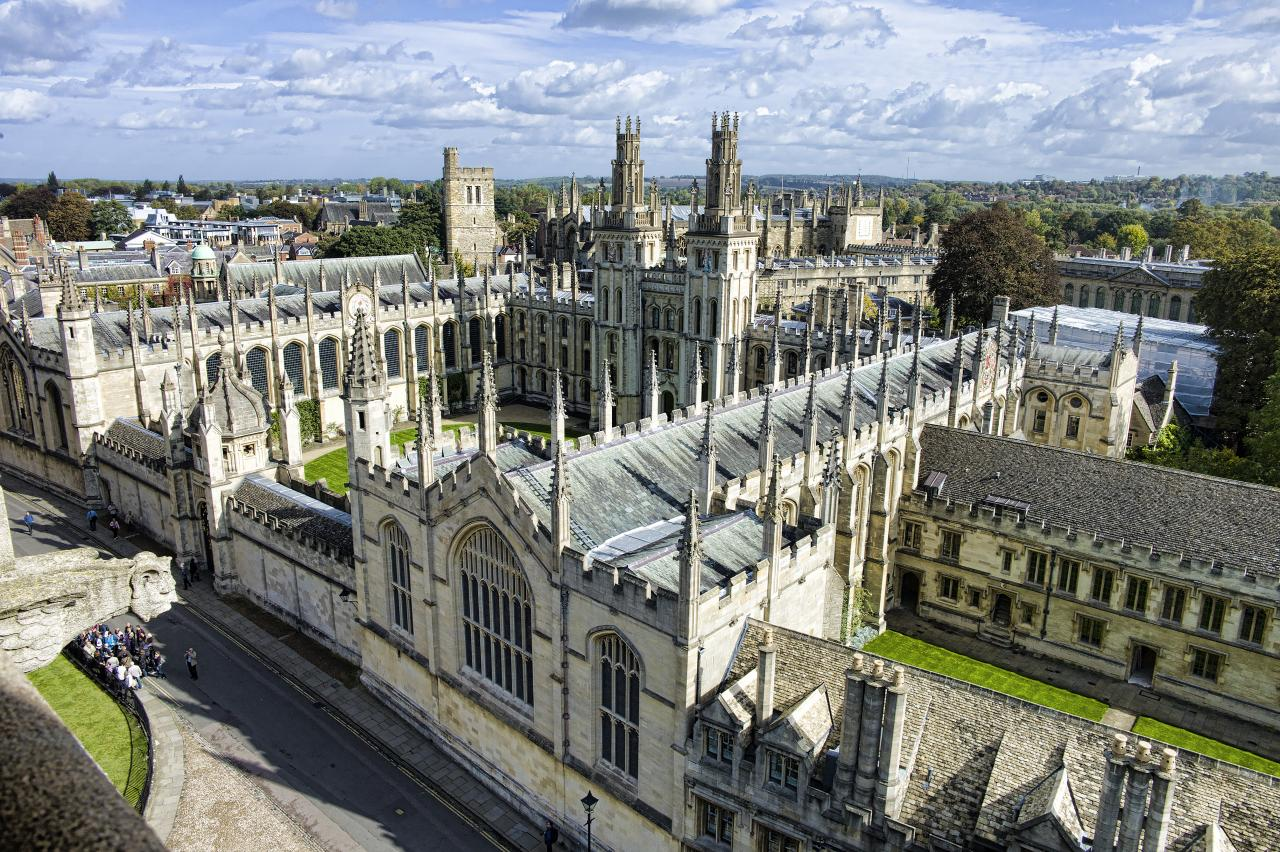
Collegets huvudbyggnad med de karakteristiska spirorna.

All Souls College, formellt The Warden and the College of the Souls of all Faithful People deceased in the University of Oxford, är ett college vid Oxfords universitet i England, beläget vid High Street i östra delen av Oxfords historiska stadskärna. Colleget grundades 1438 av kung Henrik VI av England och ärkebiskopen av Canterbury Henry Chichele.
All Souls är sedan 1800-talet enbart inriktat på forskning och högre akademiska studier, och tar bara in forskarstuderande, inte några grundutbildningsstudenter. Antagningsproven är ökänt svåra då konkurrensen är stor. Biblioteket, Codrington Library, grundat 1751, ritades av Nicholas Hawksmoor och är ett av Englands viktigaste forskningsbibliotek inom sina ämnen, främst juridik och historia.
Kända medlemmar av colleget är bland andra T. E. Lawrence ("Lawrence av Arabien"), George Curzon, vicekung av Indien, filosofen Isaiah Berlin, ärkebiskopen Cosmo Gordon Lang, politikern John Simon, matematikern Robert Recorde, ekonomen och nobelpristagaren Joseph Stiglitz och arkitekten Christopher Wren.